# Südwestdeutsche Schule des Neukantianismus
Die Südwestdeutsche Schule des Neukantianismus (auch Badische Schule)  ist eine Richtung der philosophischen Bewegung des Neukantianismus, die um 1890 bis 1930 vor allem an den Universitäten in Heidelberg, Freiburg im Breisgau und Straßburg gelehrt wurde. Die Hauptvertreter waren Wilhelm Windelband (1848–1915) und Heinrich Rickert (1863–1936)
Ausgangspunkt ist Windelbands Methodendualismus, welcher die Naturwissenschaften als nomothetisch (gesetzmäßig-generalisierend) bestimmt und die Geisteswissenschaften als idiographisch (individuierend-beschreibend). Vertreter der Südwestdeutschen Schule beteiligten sich im Anschluss hieran an der Diskussion um die Bestimmung von Begriff und Methode der Geisteswissenschaften, während hingegen die Marburger Schule des Neukantianismus sich weitgehend auf eine an den Naturwissenschaften ausgerichtete apriorische Erkenntnistheorie konzentrierte.
Zu den weiteren Vertretern zählen:
- Hugo Münsterberg (1863–1916)
- Max Weber (1864–1920)
- Jonas Cohn (1869–1947)
- Emil Lask (1875–1915)
- Bruno Bauch (1877–1942)
- Gustav Radbruch (1878–1949)
- Helmuth Plessner (1892–1985)
- Eugen Herrigel (1884–1955)